# Rochelle Gilmore
Rochelle Gilmore (* 14. Dezember 1981 in Sutherland) ist eine ehemalige australische Radrennfahrerin, die auf Bahn und Straße gleichermaßen erfolgreich war. Zum Ende ihrer Zeit als Aktive wurde sie Teammanagerin.

## Sportliche Laufbahn
Rochelle Gilmore wurde 1999 Vize-Weltmeisterin der Juniorinnen im Punktefahren; bei den Ozeanien-Meisterschaften belegte sie in derselben Disziplin den dritten Platz. Zweimal, 2002 und 2003, wurde sie zudem Vize-Weltmeisterin im Scratch. 2004 wurde sie zudem Australische Meisterin im Scratch. 2005 gewann sie bei den Ozeanien-Meisterschaften das Punktefahren.
2002 belegte Gilmore beim Geelong Bay Classics den ersten Platz, 2007 wurde sie Ozeanische Meister im Straßenrennen. 2009 gewann sie den Sparkassen Giro Bochum. 2010 belegte sie bei der zum Rad-Weltcup der Frauen gehörenden Tour of Chongming Island den dritten Platz in der Gesamtwertung. Zudem konnte sie viele Etappensiege sowie vordere Plätze bei Rundfahrten wie der Katar-Rundfahrt, der Route de France Féminine, dem Giro d’Italia Femminile und der Tour of New Zealand für sich verbuchen. 2015 trat Gilmore vom aktiven Radsport zurück.

## Berufliches
2012 gründete Gilmore das Frauenradsport-Team Wiggle Honda und war bis zu dessen Auflösung Ende 2018 als dessen Managerin tätig.

## Trivia
Als im Dezember/Januar 2021 innerstaatliche Grenzen in Australien wegen der COVID-19-Pandemie geschlossen waren, machte Gilmore eine Radrundtour entlang der Grenze von New South Wales. Dabei fuhr sie in 35 Tagen über 5000 Kilometer.

## Erfolge

### Bahn
1999
- Junioren-Weltmeisterschaft – Punktefahren
- Ozeanienspiele – Punktefahren

2002
- Commonwealth Games – Punktefahren

2003
- Weltmeisterschaft – Scratch

2004
- Australische Meisterin – Scratch

2005
- Bahnrad-Weltcup in Sydney – Punktefahren
- Ozeanienspiele – Punktefahren
- Ozeanienspiele – Scratch

2006
- Commonwealth Games – Punktefahren

### Straße
2001
- eine Halbetappe Giro d’Italia Femminile

2002
- Gesamtwertung und zwei Etappen Bay Cycling Classic

2003
- eine Etappe Giro d’Italia Femminile

2004
- eine Etappe Bay Cycling Classic

2007
- eine Etappe Route de France Féminine
- Ozeanienmeisterin – Straßenrennen

2008
- drei Etappen Tour de Prince Edward Island

2009
- Ozeanienmeisterschaft – Straßenrennen
- zwei Etappen Tour of New Zealand
- Sparkassen Giro Bochum

2010
- Commonwealth-Games-Siegerin – Straßenrennen
- Gesamtwertung und drei Etappen Bay Cycling Classic

2011
- Gesamtwertung und zwei Etappen Bay Cycling Classic
- eine Etappe Katar-Rundfahrt